# Комиссия по развитию дзонг-кэ

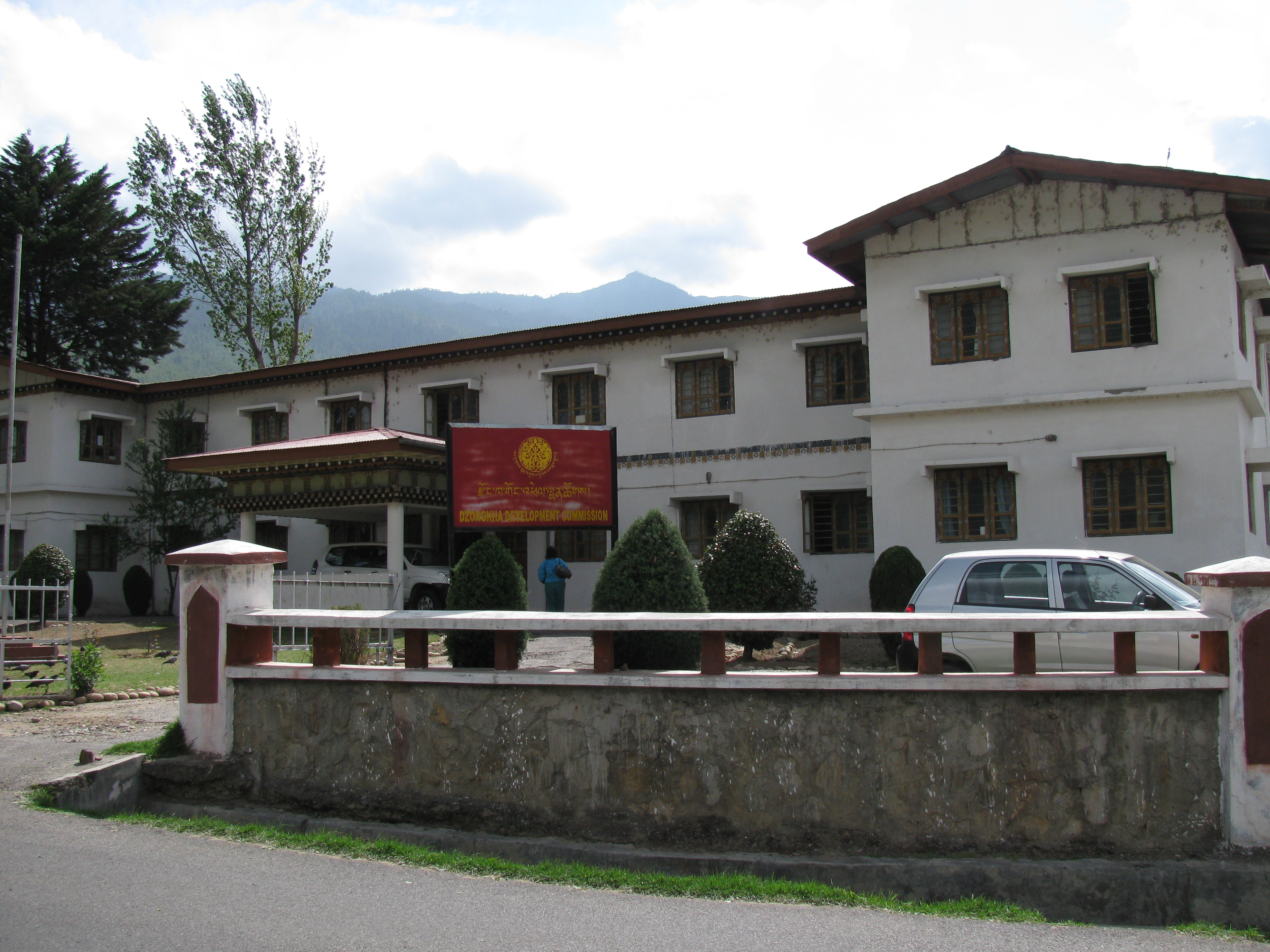
Здание Комиссии по развитию дзонг-кэ, Тхимпху

Комиссия по развитию дзонг-кэ (རྫོང་ཁ་གོང་འཕེལ་ལྷན་ཚོགས) — правительственное учреждение Бутана, регулирующее вопросы функционирования и развития языка дзонг-кэ. Комиссия была официально учреждена в 1986 году четвёртым королём Бутана Джигме Сингье Вангчуком в целях сохранения и содействия использованию дзонг-кэ как национального языка Бутана. Офис Комиссии находится в Тхимпху, неподалёку от Национальной библиотеки Бутана и Министерства образования.
Комиссия состоит из двух частей: собственно Комиссии, которая состоит из девяти членов (или уполномоченных) под председательством премьер-министра Бутана, и Секретариата, который осуществляет повседневную работу Комиссии.
Комиссия действует в качестве официального регулятора языка дзонг-кэ и в этом качестве ведёт исследования и публикации официальных словарей и грамматики языка, разработку новой лексической терминологию, а также программного обеспечения и шрифтов для поддержки языка.